# États-Unis aux Jeux olympiques d'été de 1964
Les États-Unis participent aux Jeux olympiques d'été de 1964, à Tokyo au Japon. Il s'agit de leur 15e participation à des Jeux d'été.
La délégation américaine, composée de 365 athlètes (286 hommes et 79 femmes), termine première du classement par nations avec 90 médailles (36 en or, 26 en argent et 28 en bronze). Leur porte-drapeau lors de la cérémonie d'ouverture est le lanceur de poids Parry O'Brien.